# José Napoleón Duarte
Pour les articles homonymes, voir Duarte.
José Napoleón Duarte Fuentes, né le 23 novembre 1925 et mort le 23 février 1990, est un homme d'État salvadorien. Il fut une personnalité de la junte du gouvernement révolutionnaire entre 1980 et 1982 après le coup d'état de 1979. Il fut président du Salvador entre le 1er juin 1984 et le 1er juin 1989.